# Félix d'Hérelle
Félix d'Hérelle (25. dubna 1873 Paříž – 22 února 1949, tamtéž) byl francouzský mikrobiolog. Byl spoluobjevitelem bakteriofágů (virů, které infikují bakterie) a experimentoval s možností fágové terapie. D'Hérelle byl také oceněn za své příspěvky v oblasti aplikované mikrobiologie.
Bakteriofágy byly ohlašovány jako příslib léčby nemocí, jako je tyfus a cholera, ale vývoj penicilinu je odsunul na okraj zájmu. Od počátku 70. let však bakterie vyvíjejí rezistenci vůči antibiotikům, což vede k obnovenému zájmu o použití bakteriofágů k léčbě závažných infekcí.

## Životopis

### Raná léta
Félix d'Hérelle se pravděpodobně narodil ve Francii. Jeho otec Hubert Augustin Félix Haerens d'Herelle zemřel ve věku 30 let, když bylo Félixovi šest let. Od 7 do 17 let navštěvoval d'Hérelle školy v Paříži, včetně středních škol Lycée Condorcet a Lycée Louis-le-Grand. Na podzim 1891 odjel do Bonnu v Německu, kde několik měsíců navštěvoval přednášky na místní univerzitě.
Mezi 16. a 24. rokem hodně cestoval za peníze, které získal od matky. V 16 letech začal na kole cestovat po západní Evropě. V 17 letech, po dokončení školy, cestoval po Jižní Americe. Poté pokračoval v cestách po Evropě, včetně Turecka, kde se ve 20 letech setkal se svou budoucí manželkou Marie Caire.
Ve 24 letech se už jako otec dcery s rodinou přestěhoval do Kanady. Postavil si domácí laboratoř a studoval mikrobiologii z knih a vlastních pokusů. Díky vlivu přítele svého zesnulého otce získal od kanadské vlády pověření ke studiu fermentace a destilace javorového sirupu na pálenku. Pracoval také jako medik na geologické expedici, i když neměl žádný lékařský diplom ani zkušenosti. Spolu s bratrem investoval téměř všechny peníze do továrny na čokoládu, která však brzy zkrachovala. V květnu 1901 d'Herelle publikoval svou první vědeckou práci v Le Naturaliste Canadien, v níž tvrdil, že výsledky jeho experimentů ukázaly, že uhlík je sloučenina, nikoli prvek.

### Guatemala a Mexiko
Když mu peníze téměř došly a narodila se mu druhá dcera, uzavřel smlouvu s vládou Guatemaly jako bakteriolog v nemocnici v Ciudad de Guatemala. Jeho práce zahrnovala organizaci obrany proti strašlivým nemocem té doby: malárii a žluté zimnici. Studoval také místní houbovou infekci kávovníků a zjistil, že okyselení půdy může být účinnou léčbou.
V rámci vedlejšího zaměstnání byl požádán, aby našel způsob, jak vyrobit whisky z banánů. Život v drsném a nebezpečném prostředí země byl pro jeho rodinu těžký, ale d'Hérelle, v srdci dobrodruh, si užíval práci v blízkosti „skutečného života“ ve srovnání se sterilním prostředím „civilizované“ kliniky. Později uvedl, že právě tehdy začala jeho vědecká cesta.
V roce 1907 přijal nabídku od mexické vlády, aby pokračoval ve studiu fermentace. S rodinou se přestěhoval na sisalovou plantáž poblíž Méridy. Rodinu pronásledovaly nemoci, ale v roce 1909 úspěšně zavedl metodu výroby sisalové pálenky.

### Návrat do Francie
Stroje na výrobu sisalové pálenky objednal v Paříži, kde dohlížel na jejich konstrukci. Mezitím ve volném čase zdarma pracoval v laboratoři Pasteurova institutu. Získal nabídku vedení nového mexického závodu, ale odmítl, protože to považoval za „příliš nudné“. Pokusil se však zastavit ničení plantáží kobylkami využitím jejich vlastních nemocí. Z jejich vnitřností získal bakterie, které pro ně byly patogenní. Tento inovativní přístup předznamenal moderní biologickou kontrolu škůdců pomocí Bacillus thuringiensis.
D'Hérelle se s rodinou nakonec počátkem roku 1911 přestěhoval do Paříže, kde opět pracoval jako neplacený asistent v laboratoři Pasteurova institutu. Téhož roku si získal pozornost vědecké komunity poté, co byly zveřejněny výsledky jeho úspěšného pokusu zamezit ničení plantáží mexickými kobylkami s využitím Coccobacillu.

### Argentina
Koncem roku 1911 byl d'Hérelle opět na cestách, tentokrát v Argentině, kde získal možnost otestovat své výsledky v mnohem větším měřítku. Přestože Argentina tvrdila, že se mu dařilo se střídavými úspěchy, on sám o své metodě nepochyboval a následně byl pozván do dalších zemí, aby ji předvedl.

### Francie a fágy
Během první světové války vyrobili d'Hérelle a jeho asistenti (mezi nimiž byla jeho manželka i dcery) přes 12 milionů dávek léků pro spojeneckou armádu. Tehdy byly lékařské postupy ve srovnání se současnými standardy primitivní. Vakcína proti neštovicím, vyvinutá Edwardem Jennerem, byla jednou z mála dostupných vakcín. Primárním antibiotikem byl salvarsan na bázi arsenu proti syfilis se závažnými vedlejšími účinky. Běžné léčby byly založeny na rtuti, strychninu a kokainu. V důsledku toho byla v roce 1900 průměrná délka života 45 let.
V roce 1915 objevil britský bakteriolog Frederick W. Twort činidlo, které infikovalo a zabíjelo bakterie, ale dále se tímto problémem nezabýval. Nezávisle na tom bylo 3. září 1917 oznámeno, že d'Hérelle objevil „neviditelného, antagonistického mikroba bacilu úplavice“.
Počátkem roku 1919 d'Hérelle izoloval fágy z kuřecích výkalů a úspěšně jimi léčil kuřecí tyfus. Po úspěšném experimentu na kuřatech se cítil připraven na první pokus na lidech. První pacient byl pomocí fágové terapie vyléčen z úplavice v srpnu 1919. Následovalo mnoho dalších.
V té době nikdo, dokonce ani d'Hérelle, přesně nevěděl, co je fág. D'Hérelle tvrdil, že jde o biologický organismus, který se rozmnožuje a nějakým způsobem se živí bakteriemi. Jiní, mezi nimi i nositel Nobelovy ceny Jules Bordet, se domnívali, že fágy jsou neživé chemikálie, konkrétně enzymy, které jsou přítomné v bakteriích a spouštějí uvolňování podobných proteinů, přičemž bakterie zabíjí. Kvůli této nejistotě bylo používání fágů na lidech ze strany d'Hérella kritizováno mnoha vědci. Jaká je pravá podstata fágů, zjistil teprve Helmut Ruska v roce 1939, když pozoroval první fág pod elektronovým mikroskopem.
V roce 1920 odjel d'Hérelle do Indočíny, kde se věnoval studiu cholery a moru, odkud se na konci roku vrátil. Pak zůstal bez laboratoře, později tvrdil, že to byl výsledek hádky s asistentem ředitele Pasteurova institutu Albertem Calmettem. V roce 1921 Calmetta oklamal a podařilo se mu publikovat monografii The Bacteriophage: Its Role in Immunity jako oficiální publikaci institutu. Následujícího roku projevili lékaři a vědci v západní Evropě zvýšený zájem o fágovou terapii a úspěšně ji testovali proti řadě nemocí. Protože se bakterie stávají rezistentní vůči jedinému fágu, d'Herelle navrhl použití „fágových koktejlů“ obsahujících různé fágové kmeny.
Fágová terapie se brzy stala velkou nadějí v medicíně. V roce 1924 d'Hérelle obdržel čestný doktorát univerzity v Leidenu a Leeuwenhoekovu medaili, která se uděluje pouze jednou za deset let. To pro něj bylo obzvlášť důležité, protože jeho idol Louis Pasteur obdržel stejnou medaili v roce 1895. V roce 1925 byl nominován na Nobelovu cenu, ale nikdy ji nezískal.

### Egypt
Po dočasné pozici na univerzitě v Leidenu získal d'Hérelle pozici u Conseil Sanitaire, Maritime et Quarantenaire d'Egypte (Egyptská hygienická, námořní a karanténní rada) v Alexandrii. Rada byla zřízena, aby bránila šíření moru a cholery do Evropy, se zvláštním důrazem na muslimské poutní skupiny vracející se z Mekky a Mediny.

### Indie
D'Hérelle pak použil fágy, které shromáždil od krys infikovaných morem, během své návštěvy v Indočíně v roce 1920 na lidských pacientech s morem. Britské impérium zahájilo na základě jeho výsledků rozsáhlou kampaň proti moru.
V Indii pracoval také na léčení cholery. D'Hérelle a jeho spolupracovníci přidávali fágy do studní poblíž táborů přeplněných poutníky. Počty případů cholery v táborech byly následně mnohem nižší.
Gándhího satjagraha ale tehdy vedla k nespolupráci ze strany Indů a experiment tak byl v roce 1937 ukončen.

### Spojené státy a komerční neúspěchy
Následujícího roku D'Hérelle odmítl žádost britské vlády o práci v Indii, protože mu byla nabídnuta profesura na Yaleově univerzitě. Mezitím evropské a americké farmaceutické společnosti začaly vyrábět vlastní fágové léky a slibovaly nesplnitelné účinky.
Aby čelil tomuto trendu, souhlasil d'Hérelle se spoluzaložením francouzské společnosti produkující fágy, která investovala peníze zpět do výzkumu. Všechny firmy však měly s výrobou problémy, výsledky byly nevyzpytatelné. Pravděpodobně se tak dělo proto, že fágy tehdy byly ještě minimálně prozkoumané. Kvůli tomu se mnoho vlivných členů vědecké komunity obrátilo proti d'Hérellovi.

### Sovětský svaz
Zhurba roku 1934 odjel d'Hérelle na Stalinovo pozvání do gruzínského Tbilisi. V Sovětském svazu byl vítán jako hrdina, přinášející znalosti o záchraně před nemocemi pustošícími východní státy. V roce 1934 mu byl udělen čestný doktorát na Tbiliské státní univerzitě.
D'Hérelle možná přijal Stalinovo pozvání ze dvou důvodů. Údajně byl zamilován do komunismu. Kromě toho byl šťastný, že může pracovat se svým přítelem, profesorem Georgem Eliavou. D'Hérelle pracoval v tbiliském institutu asi rok. Jednu ze svých knih, napsanou a vydanou v Tbilisi v roce 1935, věnoval Stalinovi.
Eliava se však zamiloval do stejné ženy jako Lavrentij Beria, šéf tajné policie. Eliava byl popraven a během jedné ze Stalinových čistek odsouzen jako nepřítel lidu. D'Hérelle uprchl z Tbilisi, distribuce jeho knihy byla zakázána.

### Poslední návrat do Francie
Fágová terapie se navzdory všem problémům rozšířila, armády obou stran se snažily udržet vojáky v bezpečí před infekcemi. D'Hérelle však byl držen v domácím vězení ve Vichy německým wehrmachtem. Čas využil k napsání knihy Hodnota experimentu a také svých pamětí, které měly 800 stran.
Od roku 1944 se však šířil nový antibiotický lék penicilin, spolehlivější a snadněji použitelný než fágová terapie. Ta však zůstala běžnou léčbou ve státech Sovětského svazu.
D'Hérelle onemocněl rakovinou slinivky a zemřel zapomenutý v Paříži v roce 1949. Byl pohřben v Saint-Mards-en-Othe v departementu Aube.

## Odkaz
Na počest Félixe d'Hérelle byla pojmenována čeleď Herelleviridae, skupina bakteriofágů řádu Caudovirales.
Jeho jméno nese ulice v 16. obvodu v Paříži.
V 60. letech 20. století se jeho jméno objevilo na seznamu vědců publikovaném Nobelovou nadací, kteří byli hodni získat Nobelovu cenu, ale z nějakého důvodu se tak nestalo. D'Herelle na ni byl nominován desetkrát.

## V literatuře
Román Arrowsmith Sinclaira Lewise, který napsal s pomocí mikrobiologa Paula de Kruif, je částečně založen na životě d'Hérella. Román The French Cottage rusko-amerického spisovatele Davida Shrayera-Petrova se zabývá d'Hérellovou zkušeností ze sovětské Gruzie.